# Katastrofa lotu Jat Yugoslav 367
Katastrofa lotu Jat Yugoslav JU 367 wydarzyła się 26 stycznia 1972 roku nad Srbską Kamenicą w Czechosłowacji. Lecący ze Sztokholmu do Belgradu samolot McDonnell Douglas DC-9 (nr. rej. YU-AHT) linii Jugoslovenski Aerotransport (w skrócie Jat Yugoslav – następnie Jat Airways, obecnie już nieistniejące), rozbił się po tym, jak przypuszczalnie na jego pokładzie wybuchła bomba, gdy przelatywał nad Hinterhermsdorf w NRD. Po wybuchu samolot wpadł w korkociąg i rozbił się na terenie Czechosłowacji. Zginęło 27 osób (23 pasażerów i 4 członków załogi). Katastrofę przeżyła jedna ze stewardes – Vesna Vulović. 
Przyczyna wybuchu nie została definitywnie wyjaśniona, ale podejrzewa się, że była nią bomba, która została podłożona przez chorwackich terrorystów z organizacji ustaszy. Miejsce katastrofy ze względu na podejrzenia zamachu zostało otoczone na 24 godziny.
Vesna Vulović przeżyła upadek z wysokości 10 060 metrów. Po katastrofie przebywała przez 27 dni w śpiączce. W wyniku zmiażdżonego kręgu, była przez jakiś czas sparaliżowana od pasa w dół, po operacji odzyskała zdolność chodzenia i wróciła do pracy biurowej w liniach Jat Yugoslav.

## Zakwestionowanie oficjalnej wersji wypadku
W styczniu 2009 roku, hipoteza o upadku z ponad 10 000 m została poważnie zakwestionowana. Czeski dziennikarz śledczy Pavel Theiner i praski korespondent niemieckiej stacji ARD Peter Hornung-Andersen opublikowali wnioski z ponad rocznych badań tajnych dokumentów z czeskich archiwów. Wynika z nich, że cudowne ocalenie stewardesy wymyśliły służby specjalne komunistycznej Czechosłowacji, chcąc w ten sposób ukryć, że samolot został omyłkowo zestrzelony przez czechosłowackie myśliwce. Tego, że przyczyną katastrofy nie była bomba podłożona przez chorwackich ultranacjonalistów, dowodzą dwa fakty: szczątki samolotu znajdowały się na niewielkim obszarze, znacznie mniejszym niż po wybuchu bomby, a ciała zabitych nie wyglądały, jakby spadły z tak dużej wysokości. Ponadto według relacji świadków samolot spadł na ziemię w jednym kawałku, z wysokości maksimum 800 metrów. Czeski urząd lotniczy odrzuca te spekulacje jako poszukiwanie sensacji.

## Galeria

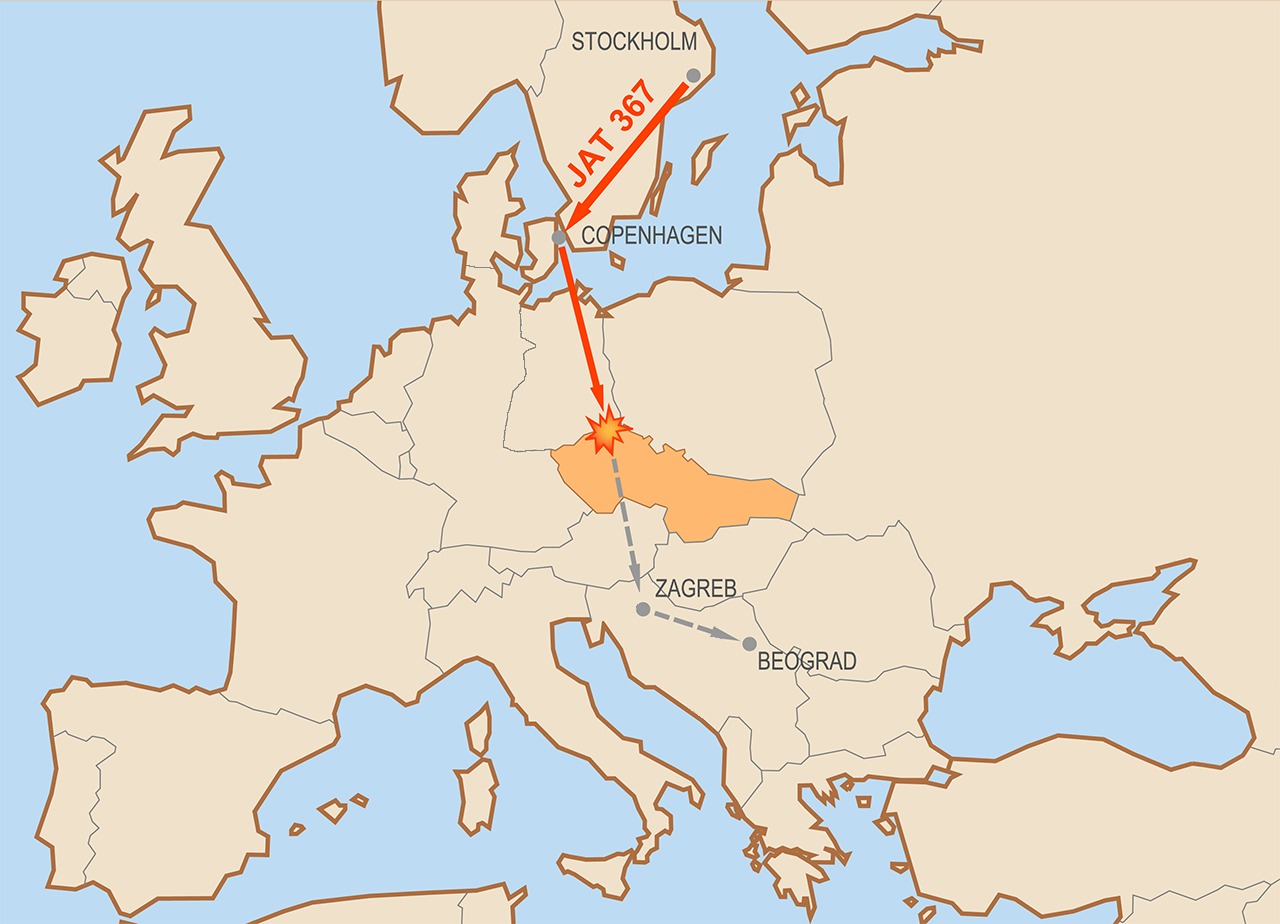
Trasa samolotu
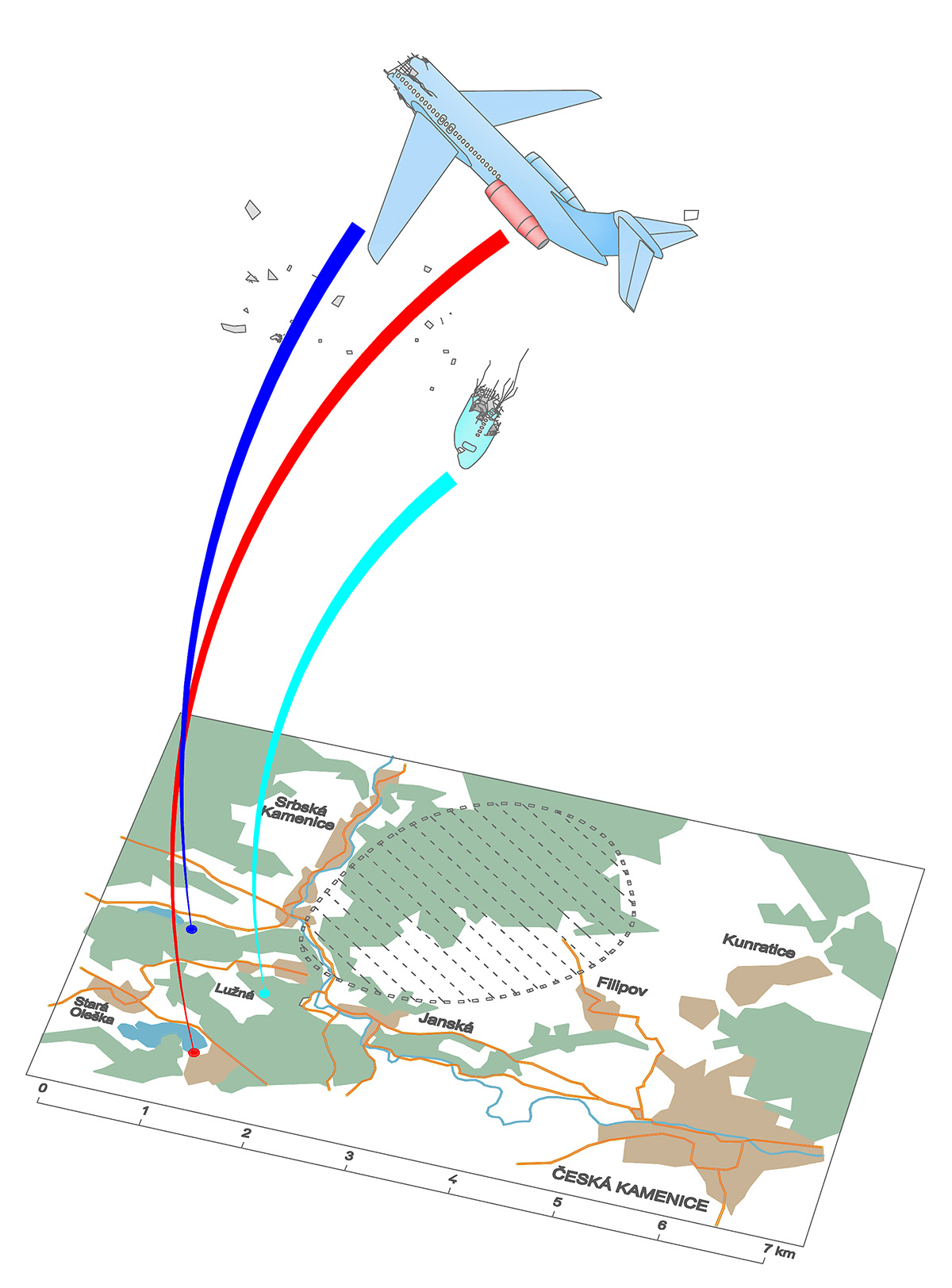
Rekonstrukcja wybuchu samolotu w powietrzu